# Pepe de Lucía
Pepe de Lucía, pseudonimo di José Sánchez Gomes, (Algeciras, 1945), è un cantante e produttore discografico spagnolo, di flamenco. Il suo secondo cognome è quello di sua madre, Lucía Gomes, nativa di Castro Marim (Portogallo).

## Biografia
Assieme a suo fratello, il chitarrista Paco de Lucía, iniziò la sua carriera con lo pseudonimo Pepe de Algeciras. Assieme formarono il gruppo Chiquitos de Algeciras che ottenne un gran successo nel Concurso Internacional de Jerez de la Frontera nel 1962.
Cantò assieme a suo fratello Paco prima che quest'ultimo ottenesse riconoscimenti internazionali. Ha cantato con altri grandi interpreti del flamenco come José Greco, ed ha scritto testi di canzoni poi interpretate da Camarón de la Isla, Remedios Amaya e Alejandro Sanz ed ha collaborato alle scene in vari spettacoli della compagnia di Antonio Gades.
Ottenne il Premio al Mejor Álbum de Flamenco nel Grammy Latino del 2003 per il suo album El corazón de mi gente.
Con la sua etichetta discografica ha prodotto diversi dischi di musica flamenca.
Egli è il padre della cantante Malú.